# Brian Johnson (effets spéciaux)
Pour les articles homonymes, voir Brian Johnson (homonymie) et Johnson.
Brian Johnson est un spécialiste des effets spéciaux britannique, né en 1939 ou 1940.

## Filmographie

### Cinéma

#### Effets spéciaux
- 1957 : La Marque (assistant - non crédité)
- 1963 : Le Baiser du vampire (assistant - non crédité)
- 1968 : 2001, l'Odyssée de l'espace (assistant - non crédité)
- 1969 : Alerte Satellite 02 (assistant - non crédité)
- 1970 : Une messe pour Dracula (crédité en tant que Brian Johncock)
- 1970 : Quand les dinosaures dominaient le monde (crédité en tant que Brian Johncock)
- 1978 : La Grande Menace
- 1978 : La Malédiction de la panthère rose
- 1979 : Alien, le huitième passager
- 1980 : L'Empire contre-attaque
- 1981 : Le Dragon du lac de feu
- 1983 : The Pirates of Penzance
- 1984 : L'Histoire sans fin
- 1985 : Drôles d'espions
- 1986 : Aliens, le retour
- 1989 : Slipstream : Le Souffle du futur
- 1994 : Highlander 3
- 1996 : Space Truckers
- 1996 : Cœur de dragon

### Télévision

#### Effets spéciaux
- 1975 : NBC Special Treat (en) (1 épisode)
- 1975-1977 : Cosmos 1999 (intégralité de la série)

## Distinctions

### Récompenses
- Oscars 1980 : Oscar des meilleurs effets visuels pour Alien, le huitième passager, avec Hans Ruedi Giger, Carlo Rambaldi, Nick Allder et Denys Ayling
- Oscars 1981 : Oscar pour une contribution spéciale pour L'Empire contre-attaque, avec Richard Edlund, Dennis Muren et Bruce Nicholson)
- Saturn Award 1981 : Saturn Award des meilleurs effets spéciaux pour L'Empire contre-attaque, avec Richard Edlund
- BAFTA 1987 : British Academy Film Award des meilleurs effets visuels pour Aliens, le retour, avec Robert Skotak, John Richardson et Stan Winston)

### Nominations
- Oscars 1982 : Oscar des meilleurs effets visuels pour Le Dragon du lac de feu, avec Dennis Muren, Phil Tippett et Ken Ralston
- Saturn Award :
  - 1980 : Saturn Award des meilleurs effets spéciaux pour Alien, le huitième passager, avec Nick Allder
  - 1982 : Saturn Award des meilleurs effets spéciaux pour Le Dragon du lac de feu, avec Dennis Muren